# Eric Dorman-Smith
Eric Edward « Chink » Dorman-Smith (24 juillet 1895 – 11 mai 1969) est un officier britannique d’origine irlandaise à la personnalité controversée. Il a été partisan de la motorisation de l'armée (tanks). Sa carrière, qui s’annonçait brillante, a été abruptement interrompue en 1944 par sa hiérarchie. Il a été l’ami d’Ernest Hemingway.

## Biographie

### Jeunesse etPremière Guerre mondiale
Né dans le Comté de Cavan (Irlande du Nord), au sein d'une famille irlandaise loyaliste de l’Ulster, il entre à Sandhurst en 1912, et en sort très bien placé.
Il débute la Première Guerre mondiale comme lieutenant d’infanterie au régiment d’élite Royal Northumberland Fusiliers  et la termine comme commandant après 3 blessures, et plusieurs décorations (en particulier la Military Cross) et citations.

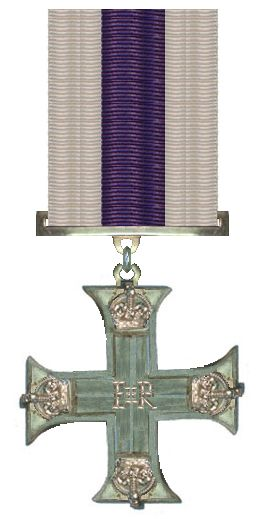
Military Cross, décernée aux sous-officiers et officiers britanniques subalternes à partir de fin décembre 1914, pour exemplary gallantry during active operations against the enemy

Chink, qui récupère difficilement de ses blessures, est muté en Italie (alors enlisée dans une guerre de tranchées terrible avec l'Autriche) avant la fin de la guerre.

### Dans l’Entre-deux-guerres
Alors que ses relations, ses états de service, son intelligence et son don pour la tactique devraient lui ouvrir une brillante carrière d’officier d’état-major, sa personnalité d’outsider, son esprit sarcastique, son orgueil et son caractère ombrageux lui créent de nombreux et solides ennemis, qui deviendront des sommités de la hiérarchie militaire britannique : Bernard Montgomery, Alan Brooke.
Il choisit de suivre l’enseignement et l’exemple de personnalités de l’armée jugées alors atypiques (le major-general J. F. C. Fuller, Basil Henry Liddell Hart) et de se faire avec eux l’avocat de la motorisation des forces armées et du développement du char de combat. Il entre ainsi en conflit ouvert avec les militaires traditionalistes, qui restent partisans de la cavalerie et de la horse artillery (artillerie hippomobile) , comme Alan Brooke.
Il s'attache (et il leur sera fidèle et les défendra après la Seconde Guerre mondiale) à des officiers supérieurs dont le nom deviendra symbole de défaites britanniques : Claude Auchinleck (qui souffrira des revers en Afrique du Nord) et Archibald Wavell (en poste lors de la catastrophe d’Extrême-Orient). Quant à Winston Churchill en personne, Chink se permet de lui donner une leçon de stratégie (dans le Kent, en 1942) , et il attaquera en justice ses mémoires de guerre après la conclusion de la paix.
De plus, alors qu’il est en poste dans son Irlande du Nord natale pendant la guerre d'indépendance irlandaise (1919-21) , il est supposé avoir été indulgent avec les partisans du Sinn Féin au lieu de les réprimer.
En 1928, admis à suivre les cours du Staff College (équivalent de l’École de guerre en Grande-Bretagne) , il est classé dans les premiers, mais il brûle en public le cours de Bernard Montgomery.
Par ailleurs son amitié avec Ernest Hemingway (voir chapitre suivant), auteur jugé sulfureux dans les années 1920-1950, et sa fréquentation des membres de la bohème de la lost generation (génération perdue) pendant les années folles en France n’ont pas dû le faire bien noter dans l’armée britannique. De plus sa vie sentimentale tumultueuse (nombreuses liaisons, enlèvement d’une femme mariée qu'il épousera 10 ans plus tard et qui lui donnera 2 enfants) a dû choquer l'Establishment britannique.

### Pendant laSeconde Guerre mondiale
Après avoir été muté à des postes éloignés, en 1940 et 41 il est confiné pendant la guerre du désert au rôle de conseiller tactique. Le succès de l'Opération Compass qu'il avait inspirée et l'efficacité de ses conseils au lieutenant general Richard O'Connor (qui ont entraîné une éclatante victoire sur les Italiens lors de la bataille de Beda Fomm) ne suffisent pas à le faire rentrer en faveur.
Montgomery, qui définit Chink comme a menace, utilise (tout en les dénigrant)  les plans de Dorman-Smith lors de la seconde bataille d'El Alamein et de la bataille d'Alam el Halfa, victoires qui lui permettent de venir à bout de Rommel et de son Afrika Korps.
Le field marchall Alan Brooke a noté dans son « Journal de Guerre » : « Dorman-Smith avait une cervelle des plus fertiles, et produisait constamment des idées nouvelles, dont quelques-unes (pas beaucoup) étaient bonnes, et le reste inutile … … J’ai eu des soucis pendant quelque temps à propos de la façon dont Auchinleck maniait les blindés, surtout parce qu’il écoutait les avis de Chink Dorman-Smith »
Rétrogradé (pour la seconde fois) et mis en disponibilité, Chink est finalement envoyé sur le front italien (Anzio) en 1944. Il voit son commandement contesté, et il est renvoyé de l’armée britannique (sacked) pour « inaptitude au commandement ».

### Après 1944
Chink se retire à Dublin avec une solde de colonel en retraite. Son offre de donner des cours à l’University College de Dublin est rejetée. Il hérite du domaine familial, Bellamont Forest, en 1948 et propose à l’IRA de l'utiliser comme terrain d’exercice.
Après avoir pris le nom gaélique de Dorman O’Gowan, Chink fait allégeance à l’IRA, mais ses offres de service sont acceptées avec froideur. Il participe comme conseiller tactique à la campagne des frontières (ou Opération Harvest, 1956-62 : attaque de l’IRA contre l’Irlande du Nord.
Chink meurt à 73 ans d’un cancer de l’estomac à l’hôpital Lisdarne, dans le comté de Cavan. Aucun officiel du gouvernement ou de l’armée britannique n’assiste à son enterrement.

## ChinketErnest Hemingway

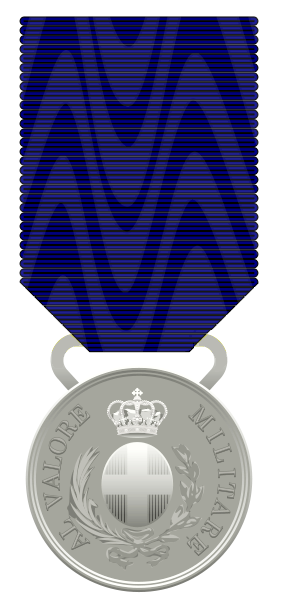
La Medaglia al Valore Militare (argento), telle qu’elle fut décernée à Ernest Hemingway en 1918 pour son dévouement et ses blessures sur le front austro-italien

En novembre 1918, Hemingway (19 ans) et Dorman-Smith (23 ans) se rencontrent et deviennent amis à l’hôpital de la Croix-Rouge à Milan. Hemingway a reçu la Medaglia al Valore Militare (argento) pour avoir porté secours à des blessés sur le front austro-italien alors que, ambulancier de la Croix-Rouge, il était gravement touché aux jambes par des shrapnels et des balles de mitrailleuse autrichienne – Dorman-Smith qui avait été gravement blessé à Ypres et était devenu instructeur (spécialiste de la guerre de tranchées) avait été muté en 1917 en Italie du Nord, où il avait contracté une dysenterie.
De plus Hemingway et Chink partageaient une fascination pour les tanks : Hemingway avait en 1918 signé plusieurs papiers dans le journal The Kansas City Star sur le recrutement de combattants américains pour une nouvelle arme spécialement attirante, les tanks. Ainsi : Would 'Treat 'em Rough'  (Ils veulent « leur casser la gueule » et Recruits for the Tanks du 18 avril 1918), Daredevil Joins Tanks (« Un risque-tout s’engage dans les tanks », du 21 avril 1918). Dans Six Men become Tankers (« 6 hommes deviennent tankistes ») du 16 avril 1918, Hemingway rapporte le récit d’un agent recruteur, le lieutenant Cooter, tankiste de retour du front franco-allemand : « Un officier de retour du front ouest, qui entraîne en ce moment les recrues au camp national d’entraînement pour les tanks de Gettysburg Pa., décrit l’histoire vécue d’un de ces vaisseaux terrestres en action. Pendant plusieurs jours les hommes préparent l’offensive à venir. Les tanks sont amenés pendant la nuit derrière la première ligne de tranchées et les équipages s’introduisent en rampant dans les coques d’acier étroites et sentant l’huile. Les mitrailleurs, canonniers et mécanos s’insinuent dans leurs postes resserrés, le chef de bord prend place dans son siège, les moteurs s’ébranlent et tonnent et le grand monstre d’acier s’ébranle en cliquetant. Le commandant est le cerveau et les yeux du tank. Il est assis juste sous la tourelle et voit le chaos du champ de bataille à travers une étroite fente. Le mécanicien est le cœur de la machine car il transforme la simple protection qu’est le tank en un combattant vivant, mobile. Le bruit incessant est le gros problème dans un tank. Les Allemands voient facilement le tank qui rampe lourdement sur la boue et un flot constant de balles de mitrailleuse frappe le tank, cherchant la moindre faille. Les balles de mitrailleuse sont sans danger, elles ne font qu’enlever la peinture camouflée sur les flancs. Le tank continue à avancer en se dandinant, grimpe, et puis descend aussi aisément qu’une loutre sur une berge glacée. À l’intérieur les canons rugissent, et les mitrailleuses cliquettent sans arrêt comme des machines à écrire. Dans le tank, l’atmosphère devient irrespirable : l’air frais manque, ça pue l’huile brûlée, la fumée, les gaz d’échappement, et la poudre à canon. L’équipage tire pendant que le claquement constant des balles sur le blindage résonne comme la pluie sur un toit de tôle. Des obus éclatent à côté du tank, et un coup au but ébranle le monstre ».

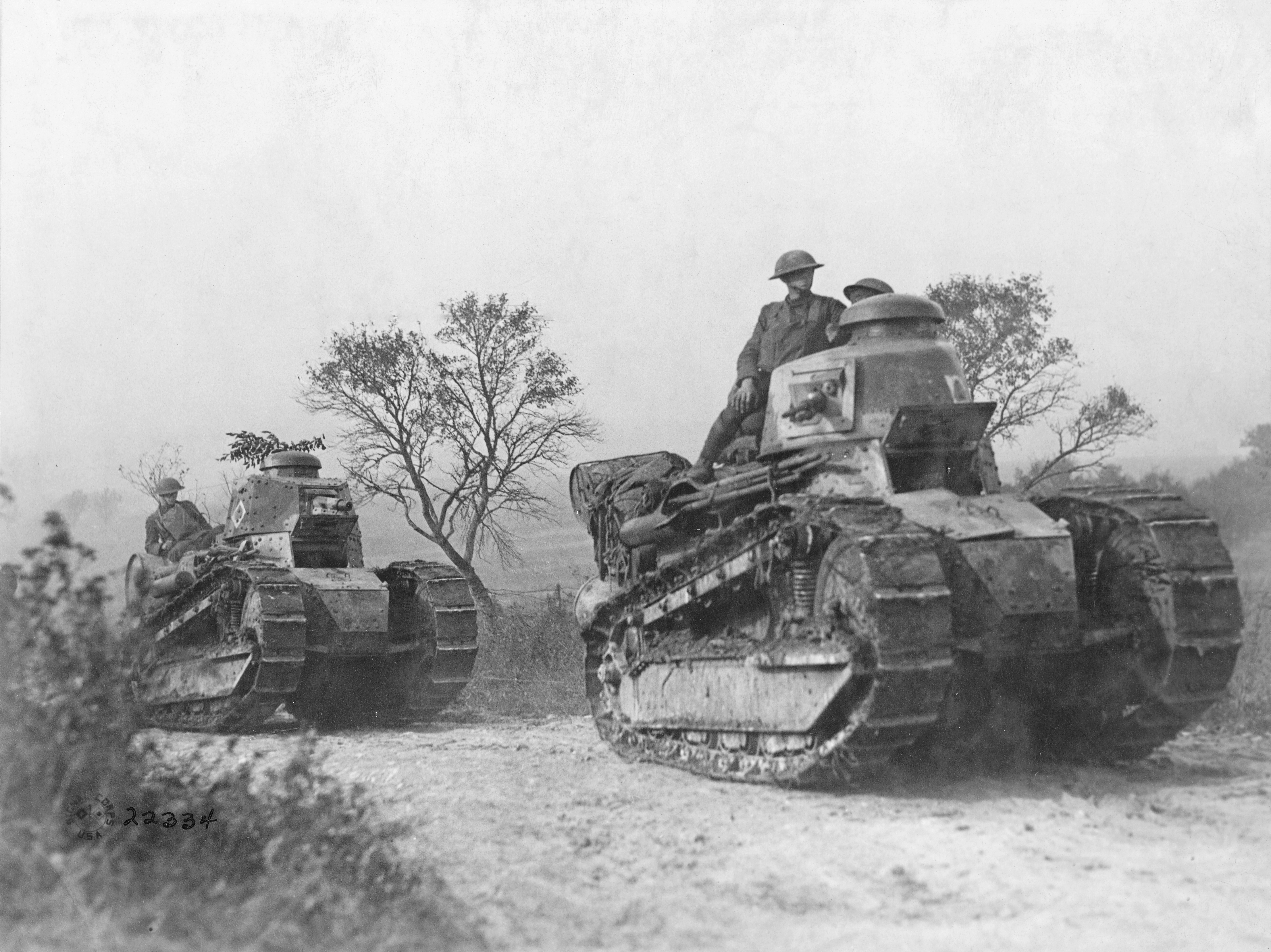
Char Renault FT avec équipages américains, le 26 septembre 1918 dans l’Argonne.. Alors que l'article de Hemingway décrit un assaut dans un char Schneider CA1 ou un char Saint-Chamond, c’est le FT qui a équipé les unités de tankistes américains engagées en France à partir de 1918. Ainsi, sous George Patton lors de la bataille de Saint-Mihiel (12 & 13 septembre 1918, 2 mois avant l’armistice). Le FT fut d’ailleurs fabriqué sous licence aux États-Unis dès fin 1918

Mais le tank hésite seulement un moment et continue inexorablement à avancer. On écrase les fils de fer barbelés, on traverse les tranchées, on enfonce dans la boue les nids de mitrailleuses. Puis on entend un coup de sifflet, la porte arrière s’ouvre et les hommes, couverts de graisse, visages noircis par la fumée des armes, sortent en hâte et acclament l’infanterie qui s’élance et les dépasse en vagues brunes. Et on rentre se reposer au cantonnement…. On recherche des combattants pour les tanks, ajoute le lieutenant Cooter. De vrais hommes qui veulent de l’action. On n’a pas besoin de fils-à-maman.
Hemingway rentre aux États-Unis début 1919, et les 2 hommes ne se revoient qu’en 1922 à Paris, où Chink est en vacances avec sa famille. Pendant l’été les 2 amis partent excursionner en Suisse, passent le col du Grand-Saint-Bernard à pied, et retrouvent Hadley, la 1re épouse d’Ernest, à Milan.
On peut penser que le style particulier des écrits rapportés par Hemingway de ses reportages effectués pendant la Guerre gréco-turque (1919-1922) (guerre consécutive à l’Occupation de Smyrne par la Grèce) est dû à sa fréquentation de Chink. Ainsi la nouvelle On the Quai at Smyrna (parue dans le 2cd livre d'Hemingway, On our time, imprimé par Bill Bird en 1925)  associe le laconisme volontaire hémingwayen à l’understatement  de bon ton chez un officier britannique, lequel conviendrait cependant à demi-mot que ce qu’il a vu en Ionie lors de la grande catastrophe dépassait ce qu’il a pu découvrir auparavant en quatre ans de guerre « classique » : « Le pire, dit-il, c'était les femmes avec des enfants morts. On ne pouvait arriver à leur faire lâcher leurs enfants morts. Elles avaient souvent des enfants morts depuis six jours. Voulaient pas les lâcher. Rien à y faire. A bien fallu les leur prendre finalement ».
L’imitation (jusqu’à la caricature) du style « narration d’officier britannique » est aussi évidente dans un court texte d’Hemingway, sous le titre Chapitre IV : C’était une journée affreusement chaude. Nous avions établi une barricade absolument parfaite qui coinçait le pont en travers. Elle était tout simplement extra. Une sacrée grande grille en fer forgé qui venait de la façade d’une maison. Trop lourde pour qu’ils puissent la soulever et on pouvait tirer à travers et il leur faudrait grimper par-dessus. Elle était absolument super. Ils ont essayé de passer par-dessus, et on les a alignés à 40 yards. Ils se sont jetés dessus, puis des officiers sont venus seuls pour la travailler. C’était l’obstacle absolument parfait. Leurs officiers ont été très bons. Nous avons été affreusement déçus quand nous avons su que notre flanc avait cédé, et qu’il fallait qu’on se retire.
Hemingway et Chink passent ensemble la Noël 1922 à Montreux, sur la « Riviera Vaudoise », au nord du Lac Léman, font du ski et de la luge. La nouvelle Cross Country Snow décrit une descente à ski des pentes surplombant Montreux, par 2 amis, Nick Adams et George. Ils utilisent le mot hindi khud dans le sens "bosse de terrain" ; la femme de Nick doit accoucher à la fin de l'été suivant, ce qui remplit déjà le jeune américain d'anxiété et lui fait prévoir un retour aux États-Unis. Après avoir bu ensemble une bouteille de vin blanc dans une auberge de campagne, George et Nick rentrent dans le froid, à la nuit tombée : George doit prendre le train de nuit, à 10 heures 40 en gare de Montreux, et ils ne se promettent pas de skier ensemble à nouveau, car « il n'ya a rien de bon dans les promesses ».
Début 1923, Ernest rend visite à Chink à Cologne, où l’officier britannique est en poste au titre de l’occupation de l’Allemagne après la Seconde Guerre mondiale : l'Allemagne n'a pas versé les indemnités qu'elle doit selon les termes du traité de Versailles et la France, la Grande-Bretagne et la Belgique débutent l’occupation de la Ruhr; le Toronto Star envoie son correspondant, Ernest Hemingway, sur place.

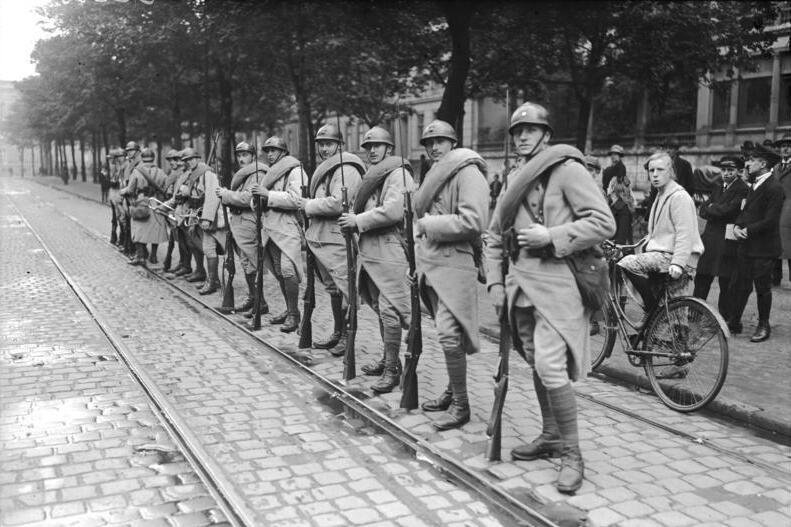
Occupation de la Ruhr (1923-25) : infanterie française dans une rue de Dortmund fin octobre 1924, avant le départ des troupes d'occupation. Noter au second plan la jeune fille venue à bicyclette.

Dans l’été 1923, c’est Chink qui vient à Paris : Ernest le présente à ses amis de la lost generation (génération perdue), et dédie son second livre (in our time) à son ami soldat (le recueil contient des nouvelles inspirées d’anecdotes de guerre rapportées à Hemingway par Chink).
En 1924, Chink assiste au baptême du fils de Hadley et Ernest : l’officier britannique est parrain du jeune John, dit Bumby (Gertrude Stein est la marraine). Hemingway a dédié un poème à son ami : To Chink Whose Trade is Soldiering (A Chink, dont le métier est : soldat).
Du 6 au 14 juillet 1924, les Hemingway et Chink (plus John Dos Passos, Donald Ogden Stewart and Robert McAlmon) assistent aux fêtes de San Fermín à Pampelune. Célébrations bachiques et tauromachie dans la capitale de la Navarre, pêche à la truite dans la rivière Irati se retrouvent dans la trame du roman à succès d’Hemingway The Sun also Rises (Le soleil se lève aussi, 1926).
Ernest et Chink se revoient en 1926 à Paris (Chink accompagne une équipe militaire de sportifs britanniques), puis leur relation se distend. Ils se retrouvent 24 ans plus tard, lors d’un voyage touristique de Chink aux États-Unis, en 1950.
Dans son roman Across the River and into the Trees (Au-delà du fleuve et sous les arbres, 1950) Hemingway a mêlé certains traits de Chink aux siens pour créer le personnage du colonel Richard Cantwell, mutilé de la guerre de 14-18, sexagénaire devenu impuissant mais resté hédoniste.